# Diane Barrière-Desseigne
Pour les articles homonymes, voir Desseigne.
Diane Barrière-Desseigne, née le 9 janvier 1957 dans le 15e arrondissement de Paris et morte le 18 mai 2001 à l'hôpital américain de Paris, est une femme d'affaires, héritière du groupe Barrière.

## Biographie

### Origines
Sa mère, Martha Szentgyörgyi, est une artiste acrobate hongroise, née en 1919, et ayant fui son pays lors de la Seconde Guerre mondiale ; elle meurt à Neuilly-sur-Seine en 2008.
Lucien Barrière l'adopte quand il se marie avec sa mère,.

### Formation
Diane Barrière fait ses études au lycée Capron, à Cannes, puis à l'université Paris-Dauphine. Elle est titulaire d'une maîtrise de finances et de fiscalité.

### Vie privée et familiale
Elle épouse, le 10 novembre 1975, Thierry Gaubert, dont elle divorce le 19 juin 1979. Elle se remarie le 7 avril 1984 à Dominique Desseigne, notaire à Paris. Elle a avec celui-ci deux enfants, Joy et Alexandre.

### Groupe Barrière
Diane Barrière-Desseigne succède à son père adoptif Lucien Barrière, à la mort de ce dernier, en 1990. À la tête du groupe Barrière avec 60 % du capital du groupe en sa possession, elle poursuit avec succès la politique de ses prédécesseurs, et ce jusqu'à son décès en 2001, des suites de son grave accident aérien et de la défaillance du matériel respiratoire.
En 1997, Diane Barrière-Desseigne est mise en examen pour abus de biens sociaux, recel, abus de majorité et présentation de faux bilans. En 1991, alors qu'elle doit payer des droits de succession élevés à la suite de la mort de son père, Diane Barrière-Desseigne propose à l'homme d'affaires Jean-Marc Oury un montage financier permettant de détourner le paiement d'une partie de ces droits de succession.

### Accident d’avion et tétraplégie
Le 16 juillet 1995, Diane Barrière, alors âgée de 38 ans, est victime d'un accident d'avion sur le trajet la menant de Saint-Tropez (Var) à La Baule (Loire-Atlantique).
L'avion, un bimoteur Beechcraft Baron, modèle E55, immatriculé F-BMRB en provenance de Bourges avec un passager, atterrit à l'aérodrome du Luc - Le Cannet (Var) où le ravitaillement en carburant est impossible pour ce type d'avion. Diane Barrière rejoint l'avion depuis Saint-Tropez en hélicoptère. L'avion redécolle avec ses trois occupants pour La Baule sans plan de vol. Le bimoteur à hélices tombe en panne sèche de carburant à environ cent trente kilomètres de son lieu de destination et l'atterrissage en urgence est raté : l'avion s'écrase dans un champ à 7 kilomètres de l'aérodrome de Luçon-Chasnais (Vendée), pourvu d'une unique piste en herbe à l'époque de l'accident, que le pilote a pris pour l'aérodrome de Fontenay-le-Comte (Vendée) situé à 28 kilomètres du lieu de l'accident. L'autonomie de l'avion ne permettait pas de faire le trajet Bourges-La Baule via Le Luc sans remettre du carburant en cours de route.
Trois personnes arrivées rapidement après l'accident, entendant des gémissements de douleur venant de l'intérieur de l'épave en feu, arrachent la porte de l'avion et extirpent des flammes la passagère, Diane Barrière-Desseigne. Elle est très gravement blessée et brûlée sur tout le corps. Elle est la seule rescapée de l'accident, le pilote est mort sur le coup et le passager avant est mort brûlé vif.
Malgré de très nombreuses et longues opérations, Diane Barrière-Desseigne reste tétraplégique et invalide à 100 %. En proie à de terribles souffrances et lucide, elle meurt, le 18 mai 2001, à l’âge de 44 ans, des suites d'une panne du matériel respiratoire qui la maintenait en vie.
L'enquête du BEA a montré que « la passagère avait consulté plusieurs compagnies de transport public aérien à la demande et que leur prix avait été largement supérieur à celui proposé par l'association gérant le Baron », l'appareil n'étant pas exploité en régime de transport public de passagers mais en aviation générale. La réglementation qui s'applique aux entreprises de transport public leur impose des contraintes d'équipement, de maintenance et de formation du personnel que ne connaissent pas les aéroclubs. Les aéro-clubs n'ont pas le droit d'effectuer un vol commercial.
En 2009, quatorze ans après les faits, l’État est condamné à payer une partie du préjudice.

## Littérature
Diane Barrière-Desseigne est évoquée dans l'ouvrage Hallier l'Edernel jeune homme de Jean-Pierre Thiollet, paru en 2016, en référence au restaurant de l'Hôtel Fouquet's Barrière, qui au début des années 2010 portait son prénom en son hommage.